# 목인장
목인장(木人樁)은 영춘권, 홍가권 등의 중국 남파 무술에서 쓰이는 수련도구의 일종이다.

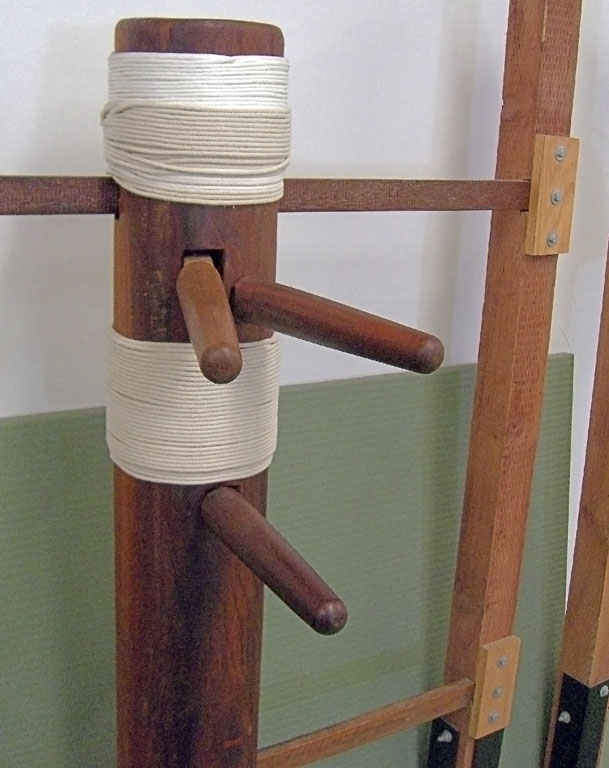
목인장의 모습

## 구성
장수,장각,장신으로 이루어져있다.
- 장수(樁手)는 사람에게서 팔에 해당되는 부분이다.

윗부분에는 두개의 장수가 있는데, 위쪽의 장수를 고장수(高樁手)라 하고, 아래의 장수를 저장수(底樁手)라 하며, 장신 중간부의 장수를 중장수(中樁手) 혹은 평장수(平樁手)라 한다.
- 장각(樁脚)은 사람에게서 다리에 해당되는 부분이다.
- 장신(樁身)은 사람에게서 몸에 해당되는 부분이다.

## 투로
수기는 총 108식, 발의 투로는 총 8식으로 도합 116으로 이루어져 있다.

## 형태와 역사

### 형태
원래 전통방식의 목인장은 직립한 하나의 원통 통나무에 하나의 팔로 이루어진 것이었으나 시간이 지남에 따라 현재와 같이
두개의 고장수와 하나의 중장수,밑에 장각 그리고 몸인 장신으로 이루어진 모습으로 변하였다고 한다.

### 역사
대표적으로 이소룡(李小龍)을 들수 있는데 처음에 이소룡이 영춘권을 배웠을 때에는 완벽히 터득하지 못하였다고 한다.
하지만,스스로는 절권도라는 독특한 자신만의 무예를 창시하여 이름 붙이자면 철인장(鐵人樁)이라는 목인장과는 전혀 다른 재질의 수련대를 만들었다고 전해진다.

## 특징
아무리 오랜 시간동안 수련해 온 영춘권사들도 이 목인장 수련법을 완벽히 터득하지 못한다는 것에 큰 특징이 있다.
위 구성처럼 과학적으로 이루어져 있다는 것 또한 큰 특징이다.